# Heinrich Dähling
Heinrich Anton Dähling (* 19. Januar 1773 in Hannover; † 10. September 1850 in Potsdam) war ein deutscher Miniatur-, Historien-, Genre- und Landschaftsmaler.

## Leben
Heinrich Anton Dähling wurde am 19. Januar 1773 in Hannover geboren. Seit 1793 studierte er an der Kunstakademie Berlin, arbeitete mehrere Jahre als Zeichenlehrer und fand vor allem als Miniaturmaler großen Beifall. Erst um 1802 widmete er sich während eines Aufenthaltes in Paris auch der Ölmalerei. Die Darstellung eines Schiffbruchs verschaffte ihm nach seiner Rückkehr in Berlin einen Namen, sodass er 1814 zum Professor an die Kunstakademie Berlin berufen wurde. An den alle zwei Jahre stattfindenden Ausstellungen der Berliner Akademie nahm Dähling seit 1798 bis 1850 regelmäßig teil. 1832 wurde er Senatsmitglied der Akademie. Zudem war er Mitglied der Freimaurerloge Urania zur Unsterblichkeit.
Dähling arbeitet in allen Maltechniken (vor allem Ölmalerei, Aquarell und Gouache) und war darüber hinaus zeitlebens ein gefragter Zeichner, der mit Kupferstechern zusammenarbeitete und zahlreiche Vorlagen für die Stichreproduktion geschaffen hat. So schuf er eine Vielzahl von Zeichnungen von Berliner Schauspielern bzw. Rollenbildern. Hervorzuheben sind seine Zeichnungen für das von August Wilhelm Iffland angeregte und bei Ludwig Wilhelm Wittich in Berlin seit 1802 herausgekommene Werk Kostüme auf dem königlichen Nationaltheater in Berlin. In diesem 175 Blätter umfassenden Werk (22 Hefte), stammen die meisten Zeichnungen von Dähling, u. a. die Serie zu Friedrich Schillers Wilhelm Tell und zu Zacharias Werners Martin Luther oder Die Weihe der Kraft. Seine zahlreichen historischen Zeichnungen wurden von vielen bekannten Berliner Künstlern aufgegriffen und reproduziert. Dähling wurde auch von dem Architekten Karl Friedrich Schinkel überaus geschätzt und von diesem für zahlreiche Gebäudeausstattungen herangezogen; so z. B. 1820 für den Musiksaal des Schauspielhauses (gemeinsam mit Wilhelm Hensel, Friedrich Wilhelm von Schadow, Christian Friedrich Tieck und Carl Wilhelm Kolbe) oder 1826–1828 für den Teesalon der Kronprinzenwohnung des Berliner Stadtschlosses.
Heinrich Anton Dähling starb am 10. September 1850 in Potsdam. Sein Werk umfasst weltliche und religiöse Historien, Porträts, Genreszenen, Landschaften und Miniaturen. Von seinen religiösen Werken sind zu erwähnen: die Madonna mit dem Kinde, die Abnahme vom Kreuz (in der Potsdamer Garnisonkirche) und Christus die Mühseligen und Beladenen zu sich rufend.
Er war zu Lebzeiten einer der bekanntesten Maler und Zeichner seiner Zeit. Als Grenzgänger zwischen Klassizismus und Romantik arbeitete er konsequent an einer Verbindung von klassischer und romantischer Bildsprache. Als Lehrer von Carl Blechen und Carl Friedrich Lessing an der Kunstakademie Berlin hat er nicht zuletzt einen großen Einfluss auf zwei der bedeutendsten deutschen Landschaftsmaler ausgeübt.

## Werke (Auswahl)

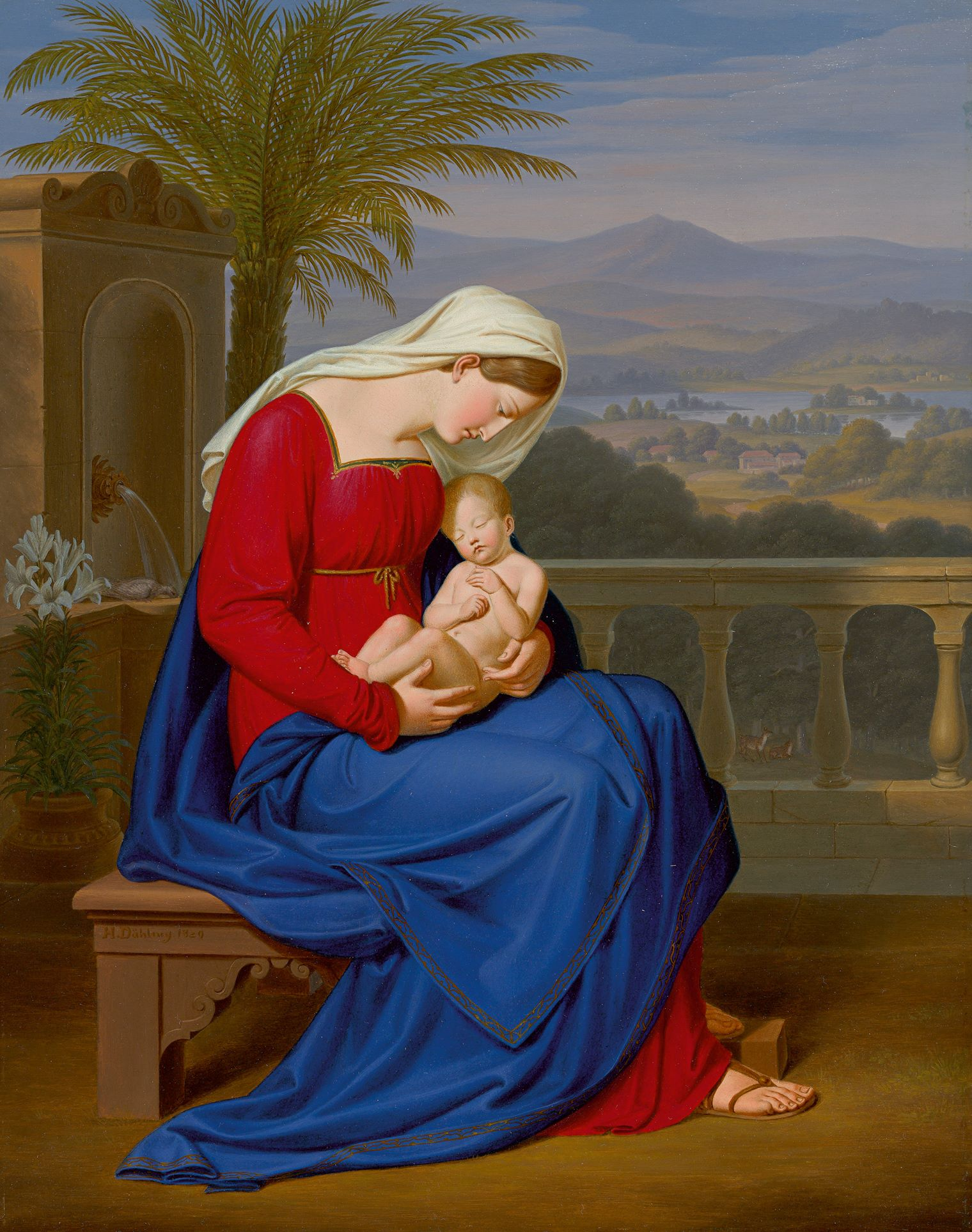
Madonna mit dem Kinde, 1820, Öl auf Metall, 40,3 × 32 cm, Privatbesitz
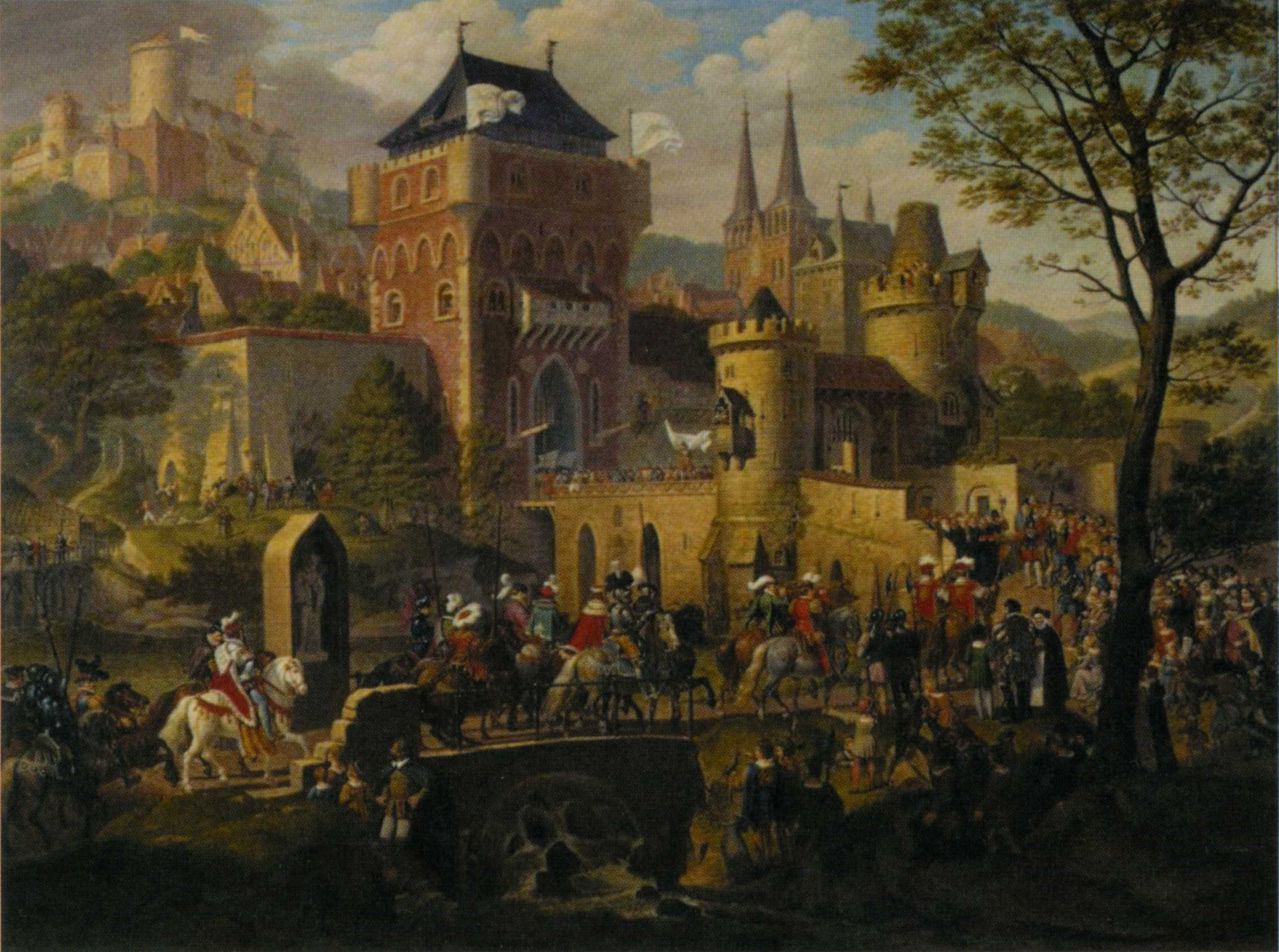
Einzug eines Fürsten in eine alte Stadt, 1822, Öl auf Leinwand, 74 × 101 cm, Berliner Nationalgalerie
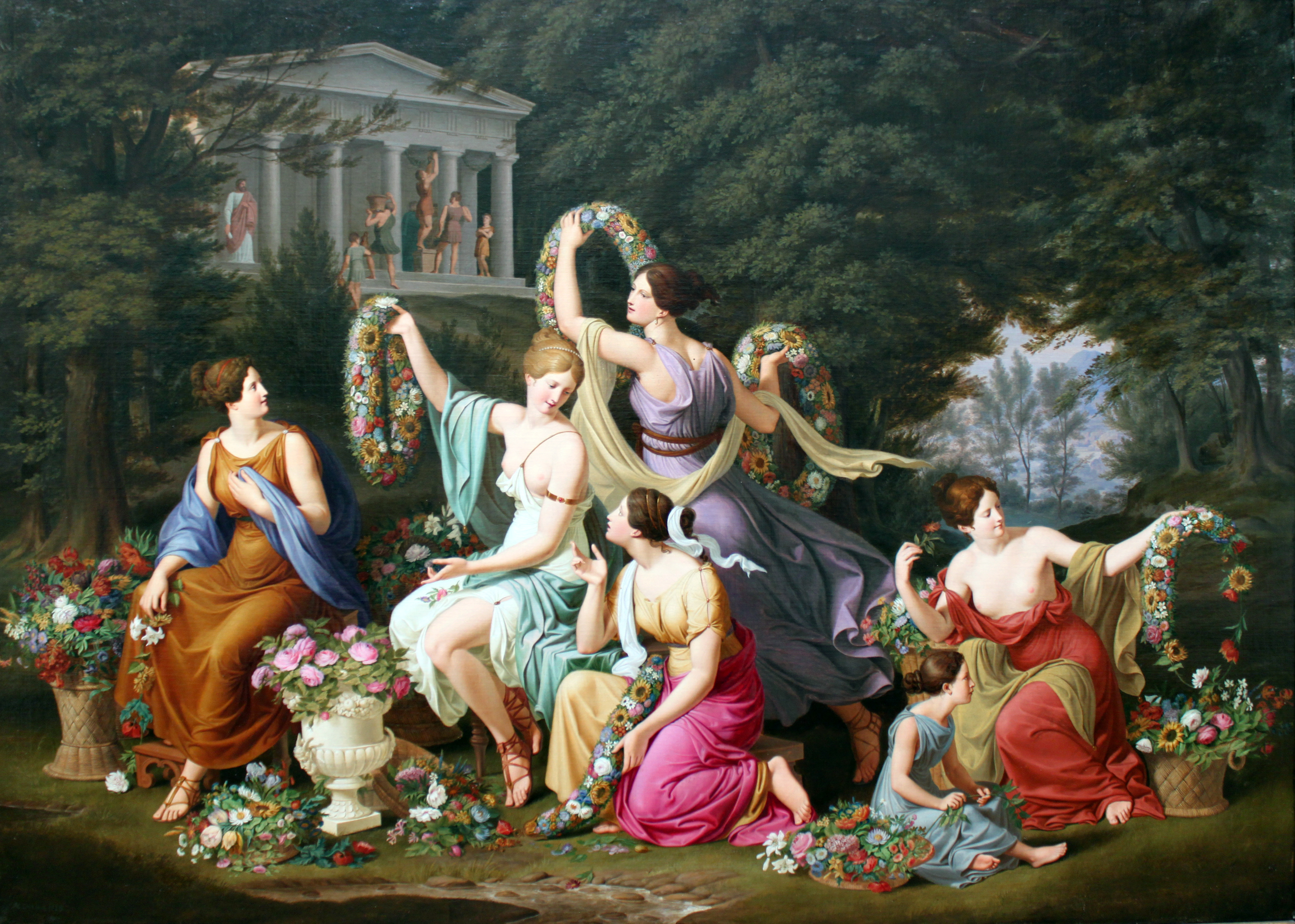
Kranzwinderinnen, 1828, Öl auf Leinwand, Berliner Nationalgalerie

Ohne Abbildungen:
- Der Einzug Napoleon Bonapartes, Kaiser der Franzosen, am 27. Oktober 1806 durch das Brandenburger Tor in Berlin, 1806–1807, Öl auf Leinwand, 48 × 68 cm
- Königin Luise von Preußen, 1810, Miniatur auf Elfenbein, 9,4 × 7,8 cm, Privatbesitz (das letzte noch zu Lebzeiten der Königin gemalte Bildnis)
- Wandmedaillons Aktäon und Pegasus im Teesalon des Berliner Stadtschlosses, 1826–1828 (Raum entworfen von Karl Friedrich Schinkel)
- Erdenleben Adam und Evas, 1830, Öl auf Karton, 27 × 30 cm
- Mühle in einer Felsenschlucht, 1832, Öl auf Leinwand, 88 × 109 cm
- Porträt des Malers Anton Graff, 1833, Öl auf Leinwand, 41,5 × 35 cm, Privatbesitz